# Сосуке Айзен
Сосуке Айзен (яп. 藍染 惣右介, анг. Aizen Sōsuke) — персонаж аніме та манґи «Бліч», створений Тайто Кубо, і є одним з головних антагоністів серії. Вперше з'являється як капітан п'ятого загону Готей 13. Пізніше він зраджує Суспільству душ, але його перемагають Ічіго Куросакі та Кісуке Урахара і останній запечатує Айзена, після чого той був ув'язнений в Мукені.

## Зовнішність
До свого виходу з Суспільства душ, Айзен виглядав спокійним і розумним чоловіком. Він мав коричневі волосся, м'які карі очі і окуляри в прямокутній оправі. Він носив хаорі над стандартною формою шиніґамі. Під час свого відходу до Уеко Мундо, він зламав окуляри і зачісував волосся назад. Одна пасма впала на обличчя. Як він зізнався Ренджі Абараю, того Айзена, якого всі знали, ніколи не існувало, що наочно продемонструвало зміни в його стилі.
У Уеко Мундо спочатку Айзен носив одяг аранкарів над формою шинігамі. Після того, як вони викрали Оріхіме Іноуе, він з'являється в одязі повністю в стилі аранкарів, з фіолетовим поясом. Після імплантації Хогьоку зовнішність Айзена кілька разів змінюється. Коли його перемагає Ічіго Курасакі, він втрачає всі свої фізичні зміни і повертається до початкового стану.

## Характер
Незважаючи на його злочинні дії, Айзен — дивовижно ввічливий інтелектуал з вкрадливим голосом. Він часто називає своїх підлеглих за іменами. Він дуже рідко виражає свою турботу чи біль. Йому часто вдається втілювати свої складні плани. Під час бою Айзен веде себе розслаблено і безтурботно, намагається завести коротку розмову з противником, що часто виводить останнього з себе.
Айзен здавався дуже добрим і був поважаним капітаном, ним багато хто захоплювався, особливо його лейтенант Момо Хінаморі. Тим не менше, це була лише маска, яка приховувала його зловісну та маніпулятивну природу. Насправді він мало піклується про своїх підлеглих і використовує їх як шашки в досягненні своїх планів. За його власними словами, Айзен не підкоряється жодним законам моралі та етики, оскільки вважає їх лише важкою нішею у розкритті свого потенціалу. Він не зупиняється перед нічим, маніпулює людьми і, якщо потрібно, вбиває їх, щоб здійснити свої амбіції. Він часто грається зі своїми підлеглими і супротивниками ради розваги.
Незважаючи на холоднокровність Айзена, відсутність жалості, Ічіго вважає, що глибоко в його душі відчувалася самотність і бажання знайти в цьому світі людину, яка змогла б його зрозуміти і належно оцінити. На його думку, весь це час Айзен намагався знайти таку особу, яка змогла б визнати його талант і силу, але так і не вдавалося. Безліч пошуків лише призвели до того, що він, втративши віру в можливість бути не самотнім, вирішив приховати цю мрію від усіх і присвятити себе досягненню вищих цілей, не жаліючи нічого і нікого. Але десь у глибинах його душі, незважаючи на всі свої прагнення та всю свою величезну силу, яка відрізняла його ще з самого дитинства, Айзен бажав лише одного — стати звичайним шинігамі.
Мета Айзена — скинути короля Суспільства душ, для чого необхідний королівський ключ, який відкриває портал до виміру, де розташована королівська резиденція. Місцезнаходження ключа відомо тільки головнокомандувачу Генрюсаю Ямамото, проте Айзен дізнався, як спочатку був створений ключ, тому хоче зробити його дублікат. Для цих цілей йому потрібно зібрати сто тисяч душ із міста Каракура, де надзвичайно висока концентрація часток духовної енергії.

## Минуле
Про минуле Айзена достовірно відомо тільки те, що він більшу частину часу займав різноманітні посади в п'ятому загоні Готею 13. Зокрема коли Айзен був на посаді лейтенанта він створив Хогьоку ще до Кісуке Урахари. З цією метою він жертвував сотні шинігамі та сотні громадян Руконгая, які мали таланти шинігамі, для свого Хогьоку, проте це не задовольнило його. У той же час, він познайомився з Канаме Тоусеном і схилив його на свій бік. Тоді він також помітив Гіна Ічімару і, ставши капітаном п'ятого загону, зробив його своїм лейтенантом і правою рукою. Пізніше Тоусен і Гін стали капітанами 9 і 3 загонів відповідно, але залишилися вірні Айзену.

## Винаходи
Хогьоку (яп. 崩玉, Куля руйнування): Айзен заявив, що він досяг завершенню Хогьоку навіть раніше, ніж Кісуке Урахара, хоча це закінчилося невдачею. Для завершення Хогьоку потрібно було принести душі сотень шинігамі та мешканців Руконгая в жертву йому, але він все ще не був задоволений. Згідно з експериментальними даними, Хогьоку Урахари також був неповним, тому Айзен вирішив викрасти цей Хогьоку і представити його як свій власний. Вироблений в результаті досліджень Айзеном пустинікації, цей Хогьоку надав Вайзордам їхні сили порожній. Цей процес, здається, поширюється як певна форма інфекції через поранення, яка впливає лише на душі з великою кількістю духовної енергії, але не на душі з низькою кількістю духовної енергії. Ті, хто заражені, відчувають велику втомленість і слабкість, поки вони не викидають білу рідину, яка утворює початок їхньої маски порожнього, перш ніж розпочати трансформацію їхніх тіл та деформацію їхнього розуму. Крім цього, все, що відомо — це те, що процес прискорюється агресивними емоціями. Остаточний результат перетворює шинігамі в гуманоїда, схожого на порожнього, що є дуже нестабільною трансформацією, яка спричиняє безумство та агресію.
Дослідження та розробка порожніх: Під час його служби як шинігамі та після своєї зради, Айзен провів багато часу, досліджуючи шинігамі та пустий, щоб знищити межі між ними. Через це він зміг створити порожніх зі здатностями, схожими на шинігамі. Він створив порожніх із здатністю приховувати своє рейацу, схожих на тих, хто напав на Ренджі Абарая, Ідзуру Кіру та Момо Хінаморі під час їх тренування, пустий, як метастасія, здатних розбити занпакто шинігамі і злитися з ними, і навіть пустого, використовуючи душу шинігамі як основу. Проте, за словами Айзена, всі ці спроби закінчилися невдачами. Після того як він покинув Суспільство душ Айзен почав використовувати Хогьоку для створення аранкарів, які були набагато потужніші, ніж природні аранкари. Айзен надав порожнім сили шинігамі, зокрема, Канаме Тоусену, який отримав як маску порожнього, так і Ресуррекціон.
Каха Негасьон: Цей куб захоплює об'єкт у альтернативний вимір з якого немає виходу; однак припускається, що його використовують для покарання слабших аранкарів за непокору Еспадам, що керують ними. Сильніші аранкари, відомі як Еспада, можуть втекти при наявності достатнього часу.

## Сили та здібності
Геніальний інтелект: Однією з найвидатніших рис Айзена є його величезний інтелект. Він має глибокі знання в історії, стратегії та тактиці, а також володіє відомостями, невідомими багатьом, такими як існування ключа Короля та спосіб його створення. Він створив кілька пустих, уникаючи будь-яких підозр. Протягом понад 110 років він проводив експерименти з унікальними та вельми небезпечними маніпуляціями рейріоку та рейші, включаючи експерименти з перетворенням шинігамі у пустих, що раніше не робилося. Він розгадав справжню природу шикаю Шінджі Хірако, що дозволило йому протистояти його ефекту. Ефективно відкриває справжню природу Хогьоку через випробування та помилки у ситуаціях, які з ним пов'язані.
Майстер меча: Айзен — дуже вправний майстер меча, його вміння посилене його надзвичайною силою. Він може виконувати надзвичайно потужні та точні удари і прорізувати надзвичайно міцні цілі, такі як шикая Ренджі та банкай Комамури. Майстерство Айзена настільки високе, що він може боротися проти чотирьох капітанів (два з яких використовували свій банкай) і чотирьох Вайзардів (троє з яких були колишніми капітанами Готею 13) практично одночасно і знаходити можливості перемогти їх одним чи двома ударами кожного, а також легко перевищувати силу Ічіго Курасакі з покращеною маскою пустого.
Майстер кідо: Айзен має велику вправність у використанні заклять кідо. Він добре володіє різними видами кідо і вистачає майстерності, щоб використовувати навіть високорівневі заклинання без вимовлення їх заклинань, таких як Хадо #90 Курохіцугі, щоб відключити капітана 7-го загону Саджіна Комамуру, хоча й тільки на третину його потужності. Навіть коли він був лейтенантом, він міг блокувати високорівневі заклинання Хадо, такі як Хадо #88 Гірю Гекідзоку Шінтен Райхо від Тессая Цукабіші, капітана кідо-корпусу та найбільш вправного майстра кідо в Суспільстві душ того часу, за допомогою Бакудо #81 Данку. Він також може створювати потужні захисні закляття під час бою і може використовувати середньорівневі заклинання, зазначаючи їх назву без номера чи типу. Після свого ув'язнення в Мукені, Айзен може легко кидати найсильніше кідо з повною потужністю, включаючи використання Хадо #90 Курохіцугі, коли він все ще був обмежентм кріслом із реіатсу-пригнічувальними властивостями, і Хадо #99 Горютенмецу, найвищого рівня атакуючого закляття з усіх.
Майстер шунпо: Айзен настільки швидкий, що супротивники часто не можуть відрізнити момент атаки, поки вона вже не відбулася. Айзен легко перевершує швидкість банкай та маски пустого Курасауі, до такої міри, що він може спокійно доторкнутися до грудей Ічіго, але при цьому уникнути навіть атаки з відстані в пару сантиметрів. Айзен може уникати одночасних атак на близькій відстані і ухилятися від технік на рівні банкая, навіть коли його атакують ззаду.
Гігантська духовна сила: Навіть за стандартами капітанів, у Айзена надзвичайно велика кількість рейріоку. Коли Айзен зауважив, що Хогьоку у своєму напівпробудженому стані може бути повністю активуваним при тимчасовим злиттям з ким-небудь, у кого є щонайменше вдвічі більше духовної сили, ніж у середнього капітана Готей 13, він спокійно продемонстрував можливість зробити це самотушки. Після смерті Бараггана Луїсенберна та Койота Старка і подальшого знищення Тіер Харрібель, він стверджував, що він сильніший, ніж вся Еспада разом взяті. Під час свого бою з Готеєм 13 і Вайзардами, Айзен здатний був перемагати кількох своїх супротивників одночасно, залишаючись відносно неушкодженим, з коментарів Гіна Ічімару, що жодна кількість підготовки не може бути вдосталь для боротьби з Айзеном. Після півтора року в Мукені та втрати більшості сил, які він отримав від Хогьоку, рейацу Айзена зросла до того рівня, що для утримання його в ланцюгах із пригніченням рейатсу знадобилося крісло, здатне зменшувати духовні властивості, і Урахара навіть вважав, що він перевершив свої форму, об'єднання з Хогьоку, які він використовував у бою з Ічіго, побачивши руйнацію, спричинену його Хадо #90 Курохіцугі. Його гігантська рейацу — це причина, чому Айзена обрали одним із п'яти особливих військових потенціалів Ванденрайху.

## Духовний меч
Кьока Суйгецу (яп. 鏡花水月, Дзеркальна квітка, Водяний місяць): У своєму запечатаному вигляді виглядає як звичайний катана. Єдиною прикрасою є цуба, яка має форму шестикутника. Дві сторони, паралельні до клинка, довгі, тоді як чотири сторони вище та нижче клинка скорочені, надаючи їй майже форму ромба чи призми. Рукоятка зеленого кольору.
- Шикай: Команда визволення — «Розбийся» (яп. 砕けろ) і використовується як для активації, так і для деактивація.

Особлива здатність шикая «Кьока Суйгецу»: — Канзен Саймін (яп. 完全催眠, Повний гіпноз). Він контролює п'ять почуттів до такого ступеня, коли може змусити ціль сприймати форму, розмір, масу, відчуття та запах іншої особи як ворога. Умовою для введення гіпнозу є те, що ворог повинен побачити Кьоку Суйгецу в саму хвилину її визволення. Після першого перегляду він повністю піддаватиметься гіпнозу кожного разу, коли він визивається, незалежно від того, як давно він її бачив; наприклад, Вайзарди залишаються під впливом його гіпнозу навіть після 110 років. Коли Айзен вимикає гіпноз власною волею, створене зображення зникає або розпадається. Повний гіпноз Кьоки Суйгецу абсолютно бездоганний; навіть якщо ціль усвідомлює, що вона під впливом гіпнозу, вона не може протистояти його впливу. Гіпнотичні здатності Кьоки Суйгецу роблять її дуже корисним інструментом у бою, оскільки Айзен може створювати прості або складні ілюзії, щоб обдурити своїх супротивників. Наприклад, створюючи манекен своєї особи або інші ілюзії для відволікання супротивників, Айзен може безкарно приховати свої рухи та атакувати. Його супротивник залишатиметься сфокусованим на ілюзії до тих пір, поки не стане занадто пізно.
- Банкай: Невідомий

## Цитати
|                    | Найефективніша тактика – це розосередити сили ворогів |
| — Глава 170, ст. 7 |                                                       ||                     | Керувати тим, хто захоплюється тобою — простіше простого |
| — Глава 170, ст. 14 |                                                          |
|                     | Захоплення – найдальше від розуміння почуття |
| — Глава 170, ст. 14 |                                              |
|                     | Небеса завжди були вільними. Ніхто їх не займає. Ні ти, ні я, ні навіть Бог. Але настав час заповнити цю нестерпну порожнечу небес. Відтепер… Я правитиму ними |
| — Глава 178, ст. 14 | |
|                        | Немає нічого страшного в тому, щоб чекати, коли тебе зрадять. Весь жах у тому, коли зради не очікуєш |
| — Глава 315.10, ст. 21 | |
|                     | Вірити в когось означає покладатися на нього... Це робить нас тільки слабшими |
| — Глава 383, ст. 14 |                                                                               ||                     | Жодна жива істота не виживе без довіри і підкорення тому, хто сильніший за неї. Щоб уникнути ноші відповідальності, вони також шукають тих, хто сильніший. А ті у свою чергу теж шукають тих, у кого вони хочуть вірити. Так народжувалися королі... І так народжуються... БОГИ |
| — Глава 383, ст. 15 | |
|                     | У цьому світі ніколи не була важлива істина чи брехня. Є лише одна річ, яку потрібно знати — це факти, але люди такі обмежені, що можуть прийняти лише ті факти, які їм підходять, і лише ті істини, які їм зручні. Тож це просте бажання спиратися на власні сили. Ми не можемо прийняти те, що не відповідає нашим уявленням про світ |
| — Глава 397, ст. 13 | |
|                   | Розум захист для тих, хто ховається за ним. А тепер йдемо до межі розуму |
| — Глва 407, ст. 4 |                                                                          ||                    | Еволюція потребує страху. Страху, що зараз ти можеш померти і зникнути в один момент |
| — Глава 416, ст. 7 |                                                                                      |
|                     | Це слова програвшого! Переможець повинен думати, яким цей світ має бути, а не яким він є! |
| — Глава 421, ст. 20 |                                                                                           |
|                     | Яхве. Ти бажав миру... Де страх більше не був би тяжкою ношею. Але... У світі, де немає страху смерті... Люди ніколи не знайдуть надії, заснованої на завзятому доланні своїх страхів та звільненні від них. Люди можуть продовжувати прагнути вперед, щоб жити але це незрівнянно з тим, як вони кидаються назустріч смерті, роблячи все можливе, щоб її уникнути. Тому люди й дали цьому особливу назву "ХОРОБІСТЬ" |
| — Глава 686, ст. 17 | |